# 小行星2380
小行星2380（2380 Heilongjiang），又称为黑龙江星，是由紫金山天文台在1965年9月18日发现的主带小行星。
小行星2380以中国的省份黑龙江省命名。